# Deo Tibba
Deo Tibba är en bergstopp i Indien.   Den ligger i distriktet Kulu och delstaten Himachal Pradesh, i den norra delen av landet, 400 km norr om huvudstaden New Delhi. Toppen på Deo Tibba är 5 328 meter över havet.
Terrängen runt Deo Tibba är huvudsakligen bergig, men åt sydost är den kuperad. Runt Deo Tibba är det ganska tätbefolkat, med 75 invånare per kvadratkilometer. Det finns inga samhällen i närheten. Trakten runt Deo Tibba är permanent täckt av is och snö.